# 2014:A Space Odyssey On Liquid RooMo!〜リキッドルーモ!号で行く、2014年宇宙の旅〜
『2014:A Space Odyssey On Liquid RooMo!〜リキッドルーモ!号で行く、2014年宇宙の旅〜』（にせんじゅうよん ア スペース オデッセイ オン リキッドルーモ リキッドルーモごうでいくにせんじゅうよねんうちゅうのたび）は、ゆるめるモ!が2014年8月9日にLIQUIDROOMで開催したライブ。また、その模様を収録したDVD作品。
キャッチフレーズは　「この8人で出かける、最初で最後の宇宙旅行」。

## 概要
初の純粋な単独ライブで、黄色担当・ゆいざらすの卒業ライブ（阿佐ヶ谷ロフトA公演はライブおよびトークイベント）。前売券は完売し、1000人を超える動員を記録した。。ゆみこーんは病欠となったが、ゆみこーんの等身大のパネルがステージに持ち込まれ、「生きろ!!」のMVを編集したゆみこーんのソロ映像がスクリーンに上映された。
シングル「Hamidasumo!」との同日発売であり、リリースの発表も同時に行われた。
フライヤーおよびDVDのデザインはHONDALADYのDieが担当し、漫画家の若狭たけしが描き下ろした「モ！宇宙ステーション」のイラストが用いられている。

## 開催発表から当日まで
2014年5月19日、タワーレコード新宿店の「Electric Sukiyaki Girls 発売記念 インストアライブ」にて、フルアルバム『Unforgettable Final Odyssey』（発表当時のタイトルは「未知との遭遇」）のリリースと同時に開催が告知された。運営・メンバー共に芸能事務所無所属ながらも精力的な楽曲リリースとライブ活動を続け、結成から2年足らずでたどり着いたLIQUIDROOM。会場のキャパシティ（キャパ）が1000人という大きさに対してはアナウンス当初からメンバーやファンから不安の声もあった。
2ヶ月前の2014年6月9日には、Ustreamで「ゆいざらす記者会見」と銘打った配信が行われ、ゆいざらす本人の口から脱退の意思が表明され、リキッドワンマンがゆいざらすにとって、最後の芸能活動になることがアナウンスされた。
2014年7月12日から2014年8月8日まで、ワンマンまでのカウントダウン企画として、毎日YouTubeに動画をアップする企画が行われていた。また、2014年7月8日から2014年7月25日まで、「Showroom×TIF2014」にてメンバーが精力的にSHOWROOMストリーミング配信を行っていた。
プロデューサーの田家大知は「他のアイドルとは別の方向に進もうとしているヴィジョンを提示したいし、音楽的なことに真面目に立ち向かってると示したい。」と意気込みを語った。
ライブ当日のアンコールでのLONG MCにて前売券が完売したことがアナウンスされた。。

## 収録内容

### ゲスト
オープニングDJを掟ポルシェが務めた。また、ゲストとして以下のミュージシャンが参加した。
- DOTAMA
- 張替智広 - ドラムス
- JOJO広重 - ギター
- miami
  - かじやあい - バイオリン
  - コバヤシアイ（小林愛） - サンプラー
- 箱庭の室内楽
  - ハシダカズマ - ギター
  - 本田琢也 - ベース
  - 松本暁雄 - ドラム
  - 根田義市 - キーボード
  - 上野翔 - ギター
  - 小貫早智子 - コーラス
  - 加藤みどり - パーカッション
  - 高橋三太 - トランペット
  - 荒井和弘 - トロンボーン
  - 立花佳祐  - サックス

### セットリスト
「HELLO WORLD EP」「New Escape Underground!」（以下NEU!）「箱めるモ!」「Electric Sukiyaki Girls」（以下ESG）「Unforgettable Final Odyssey」(以下UFO）までの歴代シングル・アルバム収録曲全てと新曲「リキッドルーモ！」「Refresh your Jewellery box」を含む全28曲を披露した。
MC、ゆいざらす卒業セレモニーも一切カットがない完全収録となっている。
「木曜アティチュード」「虎よ」「DO FUFU」ではあのがギターを、「リキッドルーモ！」「ゆるゼロ」ではメンバー全員が“ゆるバンド”として生演奏を披露した。
“ゆるバンド”における各メンバーのパートは以下の通り。
- もね -ドラム
- けちょん - アルトリコーダー
- しふぉん - カウベル
- ようなぴ - ベース
- ゆいざらす - ソプラノリコーダー
- あの - ギター
- ちーぼう - ソプラノリコーダー

セットリストは以下の通り。
| 曲順                                 | 曲名                             | 演奏・ゲスト                                                           | 備考                                                            |
| ------------------------------------ | -------------------------------- | ---------------------------------------------------------------------- | --------------------------------------------------------------- |
| OPENING                              |                                  |                                                                        |                                                                 |
| 1                                    | ゆるトロ（slo-モ!）              |                                                                        | 「NEU!」収録曲。                                                |
| 2                                    | Majiwaranai CAts                 | 箱庭の室内楽                                                           | 「UFO」収録曲。                                                 |
| 3                                    | manual of 東京 girl 現代史       | 箱庭の室内楽                                                           | 「箱めるモ!」収録曲。                                           |
| 4                                    | 私と私と私と私と私と私と私と私と | 箱庭の室内楽                                                           | 「箱めるモ!」収録曲。                                           |
| MC～自己紹介                         |                                  |                                                                        |                                                                 |
| 5                                    | あさだ                           | 箱庭の室内楽                                                           | 「ESG」収録曲。                                                 |
| 6                                    | アーメン                         | 箱庭の室内楽                                                           | 「ESG」収録曲。                                                 |
| 7                                    | おこしてしまった？               | 箱庭の室内楽                                                           | 「箱めるモ!」収録曲。                                           |
| 8                                    | 木曜アティチュード               | あの、DOTAMA 箱庭の室内楽                                              | 「箱めるモ!」収録曲。メンバーが即興フリースタイルラップを披露。 |
| 9                                    | 虎よ                             | あの、箱庭の室内楽                                                     | 「箱めるモ!」収録曲。                                           |
| 10                                   | SWEET ESCAPE                     | JOJO広重、張替智広 箱庭の室内楽                                        | 「NEU!」収録曲。                                                |
| 11                                   | リキッドルーモ!                  | ゆるバンド                                                             |                                                                 |
| 12                                   | ゆるゼロ                         | ゆるバンド                                                             |                                                                 |
| 13                                   | べぜ～る                         |                                                                        | 「UFO」収録曲。                                                 |
| 14                                   | ゆるめるモん                     | 「HELLO WORLD EP」「UFO」収録曲。                                      |                                                                 |
| 15                                   | 白玉ディスコ                     | miami                                                                  | miamiの同名曲のカヴァー。                                       |
| 16                                   | 場viewer                         |                                                                        | 「UFO」収録曲。                                                 |
| 17                                   | ぺけぺけ                         |                                                                        | 「UFO」収録曲。                                                 |
| 18                                   | 生きろ!!                         | 「ESG」「UFO」収録曲。ゆみこーんのソロ映像がスクリーンに映し出された。 |                                                                 |
| 19                                   | スキヤキ                         | 「ESG」「UFO」収録曲。                                                 |                                                                 |
| ゆいざらす卒業セレモニー             |                                  |                                                                        |                                                                 |
| 20                                   | Refresh your Jewellery box       | 張替智広、箱庭の室内楽                                                 | 作詞：小林愛 / 作曲：HALIFANIE（張替智広×小貫早智子）           |
| 21                                   | DO FUFU                          | あの、箱庭の室内楽                                                     | 「UFO」収録曲。                                                 |
| ゆいざらす卒業セレモニー2            |                                  |                                                                        |                                                                 |
| 22                                   | さよならばかちゃん               | 箱庭の室内楽                                                           | 「箱めるモ!」収録曲。                                           |
| 23                                   | 花のドイリー                     | 箱庭の室内楽                                                           | 「NEU!」収録曲。                                                |
| 24                                   | OO（ラブ）                       | JOJO広重、張替智広 箱庭の室内楽                                        | 「UFO」収録曲。                                                 |
| 25                                   | たびのしたく                     | JOJO広重、張替智広 箱庭の室内楽                                        | 「UFO」収録曲。                                                 |
| 26                                   | なつ おん ぶるー                 | 箱庭の室内楽                                                           | 「HELLO WORLD EP」「UFO」収録曲。                               |
| アンコール                           |                                  |                                                                        |                                                                 |
| 27                                   | 私の話、これでおしまい           |                                                                        | 「ESG」「UFO」収録曲。                                          |
| LONG MC 記念写真撮影～それぞれの想い |                                  |                                                                        |                                                                 |
| 28                                   | 逃げろ!!                         | 箱庭の室内楽                                                           | 「NEU!」「UFO」収録曲。                                         |